# Acanthurus albipectoralis
Acanthurus albipectoralis är en fiskart som beskrevs av Allen och Ayling, 1987. Acanthurus albipectoralis ingår i släktet Acanthurus och familjen Acanthuridae. IUCN kategoriserar arten globalt som livskraftig. Inga underarter finns listade i Catalogue of Life.

## Bildgalleri

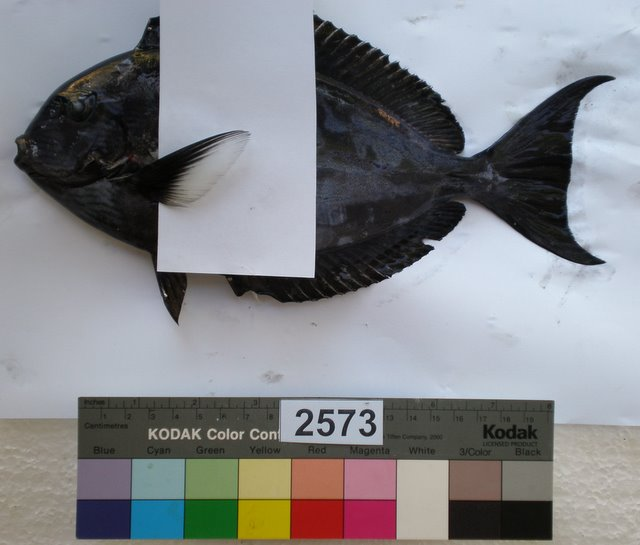